# Gia An

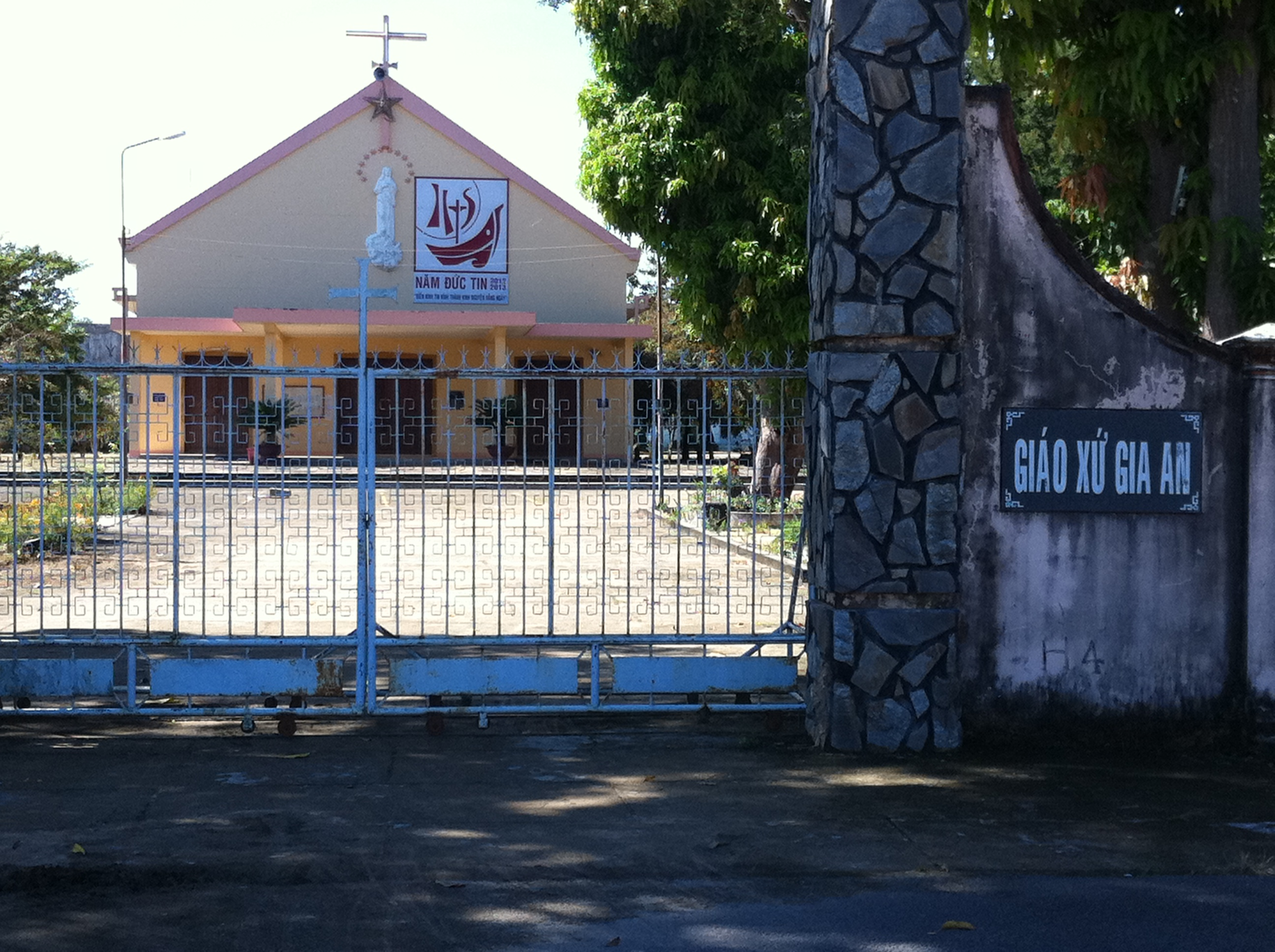
Giáo xứ Gia An

Gia An là một xã nằm rìa phía Tây của huyện Tánh Linh, tỉnh Bình Thuận, Việt Nam. Có vị trí tiếp giáp với xã Vũ Hòa, huyện Đức Linh. Hiện nay, tuyến đường chính giao thương liên xã là tuyến đường ĐT.720 chạy dài xuyên suốt từ Vòng xoay Võ Xu đến nút giao với Quốc lộ 55.
Xã Gia An có diện tích 127,82 km², dân số năm 1999 là 12567 người, mật độ dân số đạt 98 người/km².

## Khí hậu
Xã Gia An nằm trong vùng khí hậu nhiệt đới gió mùa với đặc trưng của chế độ khí hậu bán khô hạn của vùng cực Nam Trung Bộ, có chế độ khí hậu nhiệt đới gió mùa cận xích đạo, với 2 mùa rõ rệt: mùa mưa từ tháng 5 đến tháng 11, mùa khô từ tháng 12 đến tháng 4 năm sau.

## Mạng lưới sông suối
Xã Gia An nằm trong lưu vực chảy của sông La Ngà, với chiều dài chảy qua tương đối dài, với nhiều khúc uốn cong hiền hòa tạo nên nét đặc trưng của vùng hạ lưu. Nhờ có con sông La Ngà chảy qua bồi đắp thêm phù sa và tạo nên một vùng đất thật sự trù phú.
Bên cạnh đó, hồ Biển Lạc cũng là một trong những hồ nước tự nhiên có kích thước tương đối lớn tại tỉnh Bình Thuận tọa lạc một phần tại xã Gia An, ngoài tác dụng điều tiết khí hậu, cung cấp nước cho sản xuất thì hồ còn cung cấp một lượng rất lớn về cá tôm.
Hiện nay, xã Gia An có 1 kênh Chính Nam chạy qua phục vụ nông nghiệp thì xã đang tiến hành xây dựng thêm 1 kênh nối từ hồ Biển Lạc ra kênh Chính Nam nhằm cung cấp thêm nước tươi tiêu nông nghiệp.

## Dân cư
Hiện nay, xã Gia An chủ yếu là dân tộc Kinh sinh sống. Dân cư tập trung đông đúc dọc theo tuyến đường ĐT.720, chủ yếu làm nghề nông và buôn bán nhỏ.

## Kinh tế
Chủ yếu là sản xuất nông nghiệp (làm ruộng, làm vườn, chăn nuôi) và buôn bán nhỏ. Trong đó, xã Gia An là một trong những "cánh đồng" sản xuất lúa lớn của huyện Tánh Linh, vì thế chất lượng và công nghệ trồng và sản xuất lúa cũng từng bước phát triển và đầu tư.
Các ngành công nghiệp, tiểu thủ công nghiệp, thương mại và dịch vụ cũng từng bước phát triển mạnh như ngành khai thác khoáng sản cát xây dựng và đất sét, ngành sản xuất gạch ngói cũng là một trong những ngành nghề truyền thống của xã.